# Tricimba nitidifrons
Tricimba nitidifrons är en tvåvingeart som beskrevs av Ismay 1993. Tricimba nitidifrons ingår i släktet Tricimba och familjen fritflugor. Inga underarter finns listade i Catalogue of Life.